# Desmosoma gigantea
Desmosoma gigantea is een pissebed uit de familie Desmosomatidae. De wetenschappelijke naam van de soort is voor het eerst geldig gepubliceerd in 1999 door Park.